# Marian Blaj
Marian Blaj (ur. 11 marca 1978 w Bran) – rumuński biathlonista.
Raz został sklasyfikowany w klasyfikacji generalnej pucharu świata w biathlonie – w sezonie 2001/2002 zajął 87. pozycję.
Swój ostatni biathlonowy występ w pucharze świata zanotował 8 marca 2006 podczas Pucharu Świata w Pokljuce.

## Osiągnięcia

### Igrzyska olimpijskie
| Rok  | Miejscowość    | Konkurencje | Konkurencje | Konkurencje | Konkurencje | Konkurencje | Konkurencje | Konkurencje |
| Rok  | Miejscowość    | IN          | SP          | PU          | MS          | RL          | MR          | SR          |
| ---- | -------------- | ----------- | ----------- | ----------- | ----------- | ----------- | ----------- | ----------- |
| 2002 | Salt Lake City | 51.         | 42.         | 55.         | nd.         | –           | nd.         | –           |
| 2006 | Turyn          | 65.         | 76.         | –           | –           | –           | nd.         | –           |

### Mistrzostwa świata
| Rok  | Miejscowość | Konkurencje | Konkurencje | Konkurencje | Konkurencje | Konkurencje | Konkurencje | Konkurencje |
| Rok  | Miejscowość | IN          | SP          | PU          | MS          | RL          | MR          | SR          |
| ---- | ----------- | ----------- | ----------- | ----------- | ----------- | ----------- | ----------- | ----------- |
| 2004 | Oberhof     | 76.         | 92.         | –           | –           | –           | nd.         | –           |
| 2005 | Hochfilzen  | 37.         | 78.         | –           | –           | –           | nd.         | –           |

### Mistrzostwa świata juniorów
| Rok  | Miejscowość   | Konkurencje | Konkurencje | Konkurencje | Konkurencje | Konkurencje | Konkurencje | Konkurencje |
| Rok  | Miejscowość   | IN          | SP          | PU          | MS          | RL          | MR          | SR          |
| ---- | ------------- | ----------- | ----------- | ----------- | ----------- | ----------- | ----------- | ----------- |
| 1997 | Forni Avoltri | 35.         | –           | nd.         | nd.         | –           | nd.         | –           |
| 1998 | Jericho       | 49.         | –           | nd.         | nd.         | nd.         | nd.         | –           |